# نیاپرازین
نیاپرازین (انگلیسی: Niaprazine) (با نام تجاری Nopron) یک داروی آرام‌بخش- خواب‌آور از گروه فنیل پیپرازین است. از اوایل دهه ۱۹۷۰ در چندین کشور اروپایی از جمله فرانسه، ایتالیا و لوکزامبورگ در درمان اختلالات خواب استفاده شده‌است. این دارو معمولاً برای کودکان و نوجوانان به دلیل مشخصات ایمنی و قابل تحمل مطلوب و عدم سوء استفاده از آن استفاده می‌شود.